# Бозай, Аттила

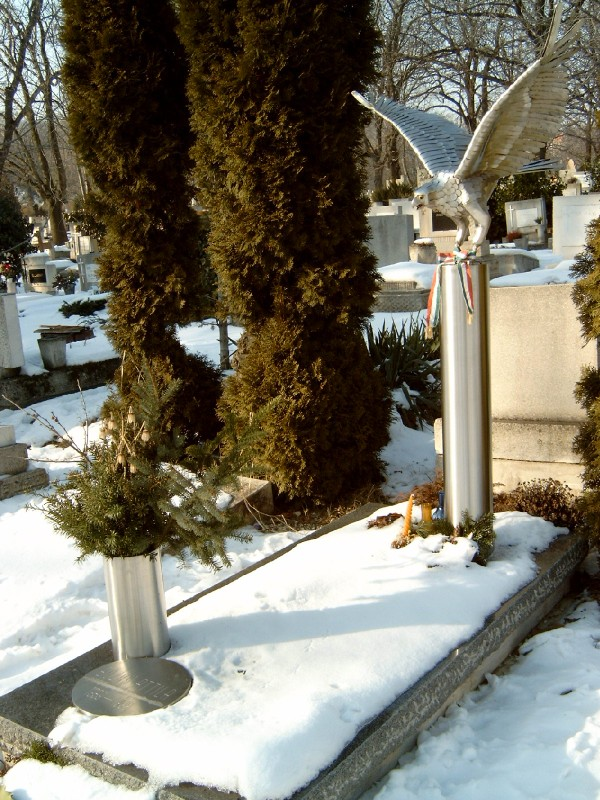
Могила Аттилы Бозая на кладбище Фаркашрети

Аттила Бо́зай (венг. Bozay Attila; 11 августа 1939, Балатонфюзфё — 14 сентября 1999, Будапешт) — венгерский композитор, музыкальный педагог. Заслуженный артист Венгрии (1984). Член Венгерской Академии художеств. Лауреат государственной премии Венгрии — имени Кошута (1990).

## Биография
Музыкальное образование получил в столичной музыкальной школе им. Б. Бартока (1954—1957), Позже изучал теорию композиции и музыки в Музыкальной академии Ференца Листа под руководством Ференца Фаркаша.
В 1963—1964 годах работал преподавателем теории композиции и музыки в Сегедской средней музыкальной школе, затем до 1966 года был редактором камерной музыки на Венгерском радио.
В 1967 году в качестве стипендиата ЮНЕСКО провёл полгода в Париже, где изучал современную музыку в парижской консерватории у композитора Андре Жоливе. С 1979 года и до смерти преподавал в Будапештской музыкальной академии Ф. Листа, сначала как инструменталист, позже, как композитор.
Был членом правления Ассоциации венгерских музыкантов, с 1988 года — одним из основателей Венгерского музыкального общества, а также одним из основателей и — до 1991 года — членом правления Венгерской ассоциации композиторов, с 1991 года — вице-президент, а в 1992—1996 годах — президент Венгерской музыкальной палаты. С 1990 по 1993 год работал директором Национальной филармонии. Был в числе основателей Венгерской академии художеств, созданной в 1992 году.

## Избранные музыкальные сочинения
Оперы
- Чонгор и Тюнда (Csongor és Tünde)
- Последние пять цветов (Az öt utolsó szín)

Кантаты
- Трапеция и перила (Trapéz és korlát)

Для оркестра
- Три симфонические пьесы (Pezzo sinfonico No. 1, 2, 3)
- Три концертные пьесы (Pezzo concertato No. 1, 2, 3)

Камерная инструментальная музыка
- Две фортепианные сонаты
- Соната для скрипки и фортепиано
- Соната для виолончели и фортепиано
- Sorozat
- Malom
- Импровизации №№ 1-3
- Квинтет для духовых
- Струнные квартеты №№ 1-3
- Зеркальная музыка для цитры и цимбал (Mirror Music for cither and cimbalom) Op.28
- Пьеса №7 для фортепиано, Op.30b/1

Другое
- Смешанные хоры
- Мотеты

## Награды
- Премия имени Ференца Эркеля (1968)
- Премия Ференца Эркеля (1979)
- Заслуженный артист Венгрии (1984)
- Премия Белы Бартока-Эдита Пасторы (1988)
- Премия имени Кошута (1990)
- Премия «Наследие Венгрии» (2009)
- Премия Артисюса (2001)

Похоронен на кладбище Фаркашрети в Будапеште (1957—1962).